# 開成駅
開成駅（かいせいえき）は、神奈川県足柄上郡開成町吉田島にある、小田急電鉄小田原線の駅。駅番号はOH 42。
開成町唯一の駅で、小田急最西端の駅。

## 歴史

### 年表
- 1985年（昭和60年）3月14日：開設[1]。各停・準急と一部急行の停車駅となる。
- 2001年（平成13年）：3100形NSE車3181号が東口開成駅前第二公園に静態保存される。
- 2004年（平成16年）6月5日：2600形さよなら運転の終点駅となり、到着後「ありがとう2600形フェスタ」が開催され、留置線および開成駅前第二公園で展示公開などが行われる。
- 2005年（平成17年）6月4日・5日・11日・12日：開成町で実施される「あじさい祭」に併せて特急ロマンスカー「さがみ65号」が臨時停車。30000形EXE車6両で運行される（2006年以降も実施）。
- 2008年（平成20年）3月15日：新松田駅以西に準急が運行されなくなったため、停車駅より除外。
- 2014年（平成26年）1月：OH 42の駅ナンバリング導入、使用開始[2]。
- 2018年（平成30年）
  - 3月17日：本厚木駅 - 小田原駅間で各駅に停車する急行について、新松田駅以西で各停へ種別変更する形態となるため、停車駅より除外[3]。
  - 4月27日：同年度中に実施予定のダイヤ改正からの、10両編成の快速急行・急行停車へ向けて、ホーム延伸工事を推進することが発表される[4]。
- 2019年（平成31年・令和元年）
  - 3月16日：ホーム10両対応工事完了に伴い、全急行の停車駅となり、新松田駅 - 小田原駅間で急行へ種別変更する快速急行停車開始[5]。
  - 10月17日：LED式発車案内表示器使用開始。

### 開設経緯と駅名の由来について
従来、小田急線が通る市区町村で唯一駅がなかったのが開成町であった。そのため、開成町と町民たちは小田急電鉄への要望を重ね、小田急線内68番目の駅として開設された。駅名も町名の「開成」より取られた。

## 駅構造

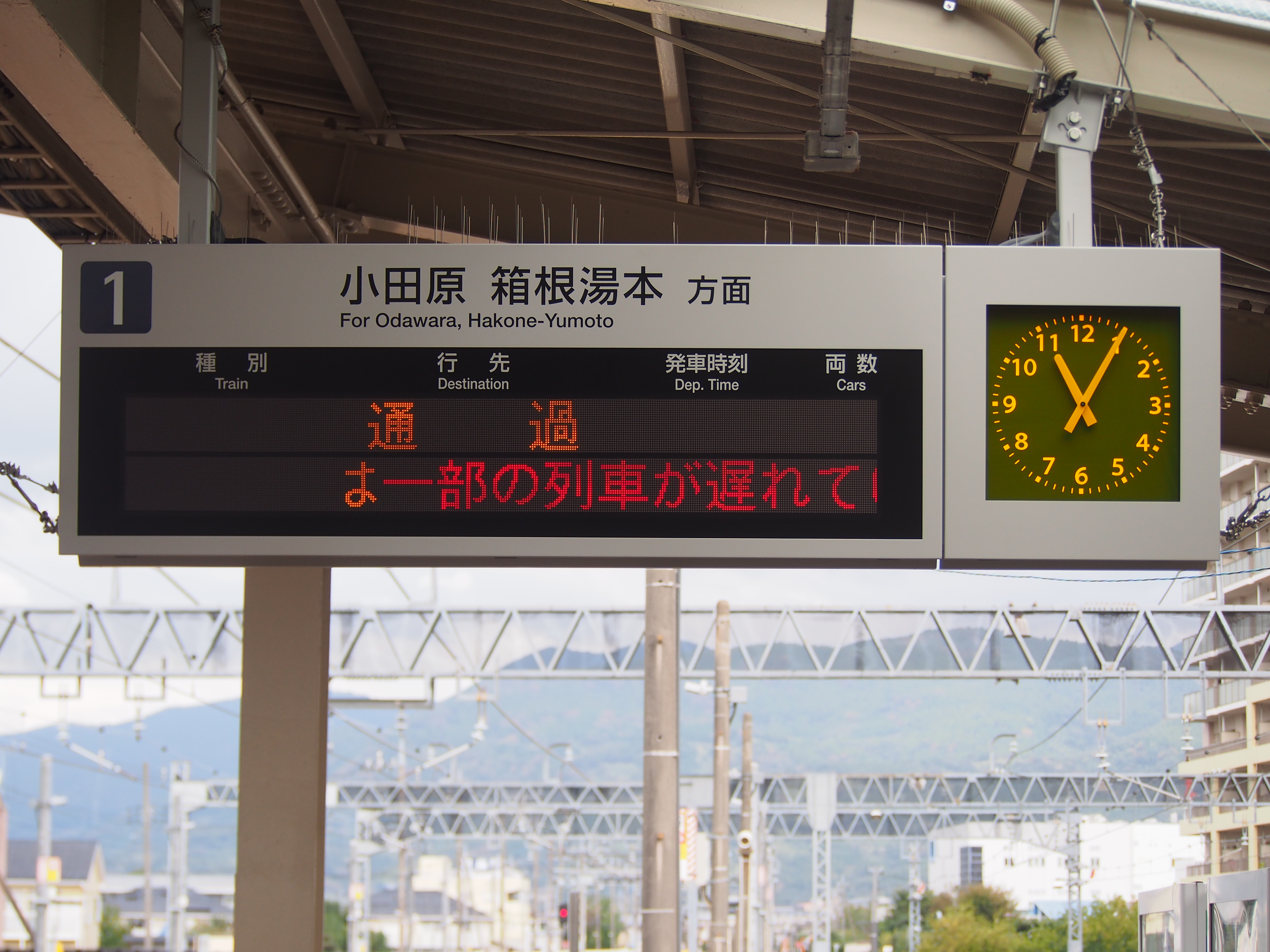
下りホームに新設された新型案内表示器

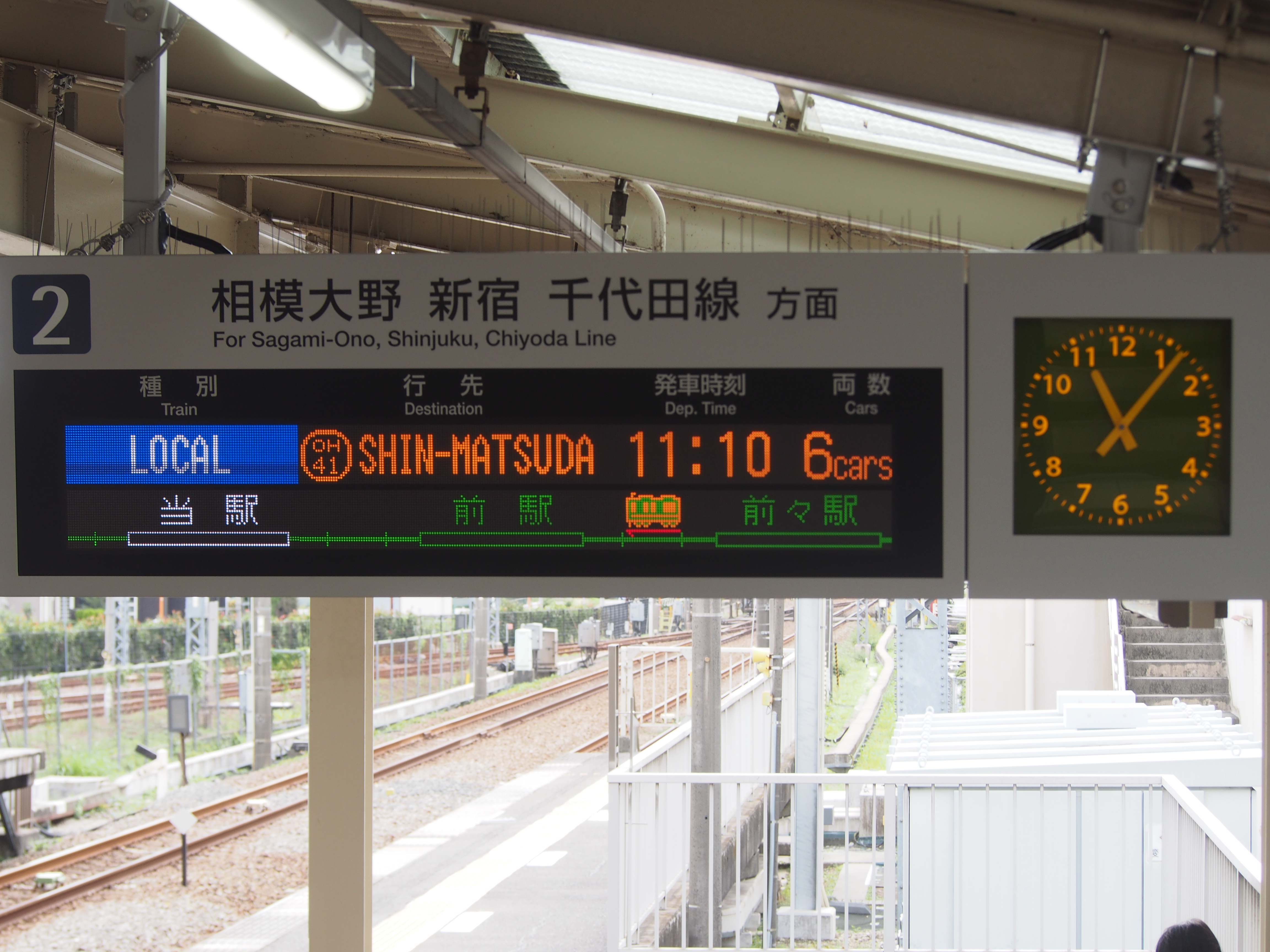
上りホームに新設された新型案内表示器

相対式ホーム2面2線と留置線を有する地上駅。橋上駅舎を備え、西口・東口の2か所の出入口を備える。改札階 - ホーム階間にはエレベーターが設備されている。旅客上屋は駅舎付近のみ設けられており、1番ホームに待合室が設置されている。
東側にある留置線は、小田原寄りにあるポイントから進入することが可能。
2015年度（平成27年度）には、栢山駅・富水駅・螢田駅・足柄駅と共に行先案内表示器新設が計画され、同年末までに改札口コンコースへの設置を完了した他、開成駅のみ、2019年（令和元年）10月15日頃にはホームにLED式発車案内表示器が設置され、10月17日に使用を開始した。これに伴い、従来の小型接近表示器は撤去された。

### ホーム延伸工事
開設当初は、栢山駅 - 足柄駅間の4駅と同様、ホーム有効長が120 m（20 m車6両分）となっていた。このため、2018年（平成30年）3月16日までは6両の急行が停車していたものの、10両編成列車は通過しており、翌3月17日のダイヤ改正以降は急行停車駅から除外されていた。
しかし、周辺人口増加に伴い、10両急行を停車させるため、当駅の上り・下りの2面2線のホームを新宿方面に85 m延伸する工事が2018年（平成30年）より行われ、2019年（平成31年）3月16日ダイヤ改正より当駅に全急行が停車するようになり、加えて一部快速急行が新松田駅 - 小田原駅間で急行へ種別変更する形で停車するようになった。
2022年（令和4年）ダイヤ改正では、早朝海老名発小田原行を除いて、快速急行は新松田 - 小田原間で必ず急行へ種別変更されることとなったため、ほぼ全優等列車が停車することとなった。
2025年（令和7年）ダイヤ改正では、僅かに残っていた、当駅を通過する快速急行も、全列車開成に停車することとなり、特急を除いて、当駅を通過する優等列車は消滅することとなる。

### のりば
| ホーム | 路線     | 方向 | 行先                          |
| ------ | -------- | ---- | ----------------------------- |
| 1      | 小田原線 | 下り | 小田原・箱根湯本方面          |
| 2      | 小田原線 | 上り | 相模大野・新宿・ 千代田線方面 |

- 日中時間帯の各停は、全て新松田駅 - 小田原駅駅間区間列車のみとなっていたが、2022年（令和4年）3月改正で日中時間帯の新松田駅 - 小田原駅間区間列車を町田駅・相模大野駅 - 小田原駅間運行に変更し、新松田駅を境に各停へ種別を変更する形態に変更され、快速急行を含め毎時6本程度が相模大野・本厚木駅方面に直通[10]。
- 4・6両列車は、ホーム小田原寄りに停車する[11]。
- 開成あじさい祭りなどのイベント時には、当駅に特急ロマンスカーが臨時停車する場合がある。従来は有効長関係から6両編成のEXE・MSEのみ停車していたが、ホーム延伸によって制約が無くなり、2019年にはVSE・GSEが停車した。

| 東口（2006年10月28日） |  | 駅構内を下り方より見る（2013年3月6日） |  | ホーム（2014年3月4日） |
| 東口（2006年10月28日） |  | 駅構内を下り方より見る（2013年3月6日） |  | ホーム（2014年3月4日） |

## 利用状況
2024年度（令和6年度）の1日平均乗降人員は12,818人である（小田急線全70駅中60位）。
急行及び快速急行停車駅では最も少ないが、2019年度（令和元年度）はダイヤ改正で急行列車の停車復活もあり、前年度（2018年度）と比べて8.2 %増加となっている。2020年度（令和2年度）・2021年度（令和3年度）いずれもCOVID-19の影響により利用者数が減少したものの、2022年度は4年前とほぼ同じ水準に戻った。開成町再開発に伴い、駅周辺にマンションや住宅が次々と建てられ、近年は乗降人員の増加が著しい。2014年には駅東側の酒匂川に足柄紫水大橋が開通し、対岸の大井町方面からの利用者も増えている。
近年の1日平均乗降・乗車人員の推移は以下の通り。
| 年度               | 1日平均 乗降人員 | 1日平均 乗車人員 | 出典     |
| ------------------ | ---------------- | ---------------- | -------- |
| 1995年（平成07年） |                  | 2,654            | [ 14 ]   |
| 1998年（平成10年） |                  | 3,000            | [ * 1 ]  |
| 1999年（平成11年） |                  | 3,043            | [ * 2 ]  |
| 2000年（平成12年） |                  | 3,099            | [ * 2 ]  |
| 2001年（平成13年） |                  | 3,209            | [ * 3 ]  |
| 2002年（平成14年） |                  | 3,279            | [ * 4 ]  |
| 2003年（平成15年） | 6,998            | 3,525            | [ * 5 ]  |
| 2004年（平成16年） | 7,934            | 3,853            | [ * 6 ]  |
| 2005年（平成17年） | 8,278            | 4,023            | [ * 7 ]  |
| 2006年（平成18年） | 9,145            | 4,459            | [ * 8 ]  |
| 2007年（平成19年） | 10,047           | 4,932            | [ * 9 ]  |
| 2008年（平成20年） | 10,234           | 5,431            | [ * 10 ] |
| 2009年（平成21年） | 9,778            | 4,811            | [ * 11 ] |
| 2010年（平成22年） | 10,004           | 4,936            | [ * 12 ] |
| 2011年（平成23年） | 9,975            | 4,918            | [ * 13 ] |
| 2012年（平成24年） | 10,203           | 5,041            | [ * 14 ] |
| 2013年（平成25年） | 10,424           | 5,155            | [ * 15 ] |
| 2014年（平成26年） | 10,308           | 5,097            | [ * 16 ] |
| 2015年（平成27年） | 10,736           | 5,319            | [ * 17 ] |
| 2016年（平成28年） | 11,033           | 5,470            | [ * 18 ] |
| 2017年（平成29年） | 11,329           | 5,608            | [ * 19 ] |
| 2018年（平成30年） | 11,414           | 5,657            | [ * 20 ] |
| 2019年（令和元年） | 12,350           | 6,158            | [ * 21 ] |
| 2020年（令和02年） | 9,830            |                  |          |
| 2021年（令和03年） | 10,676           |                  |          |
| 2022年（令和04年） | 11,766           |                  |          |
| 2023年（令和05年） | 12,389           |                  |          |
| 2024年（令和06年） | 12,818           |                  |          |

## 駅周辺

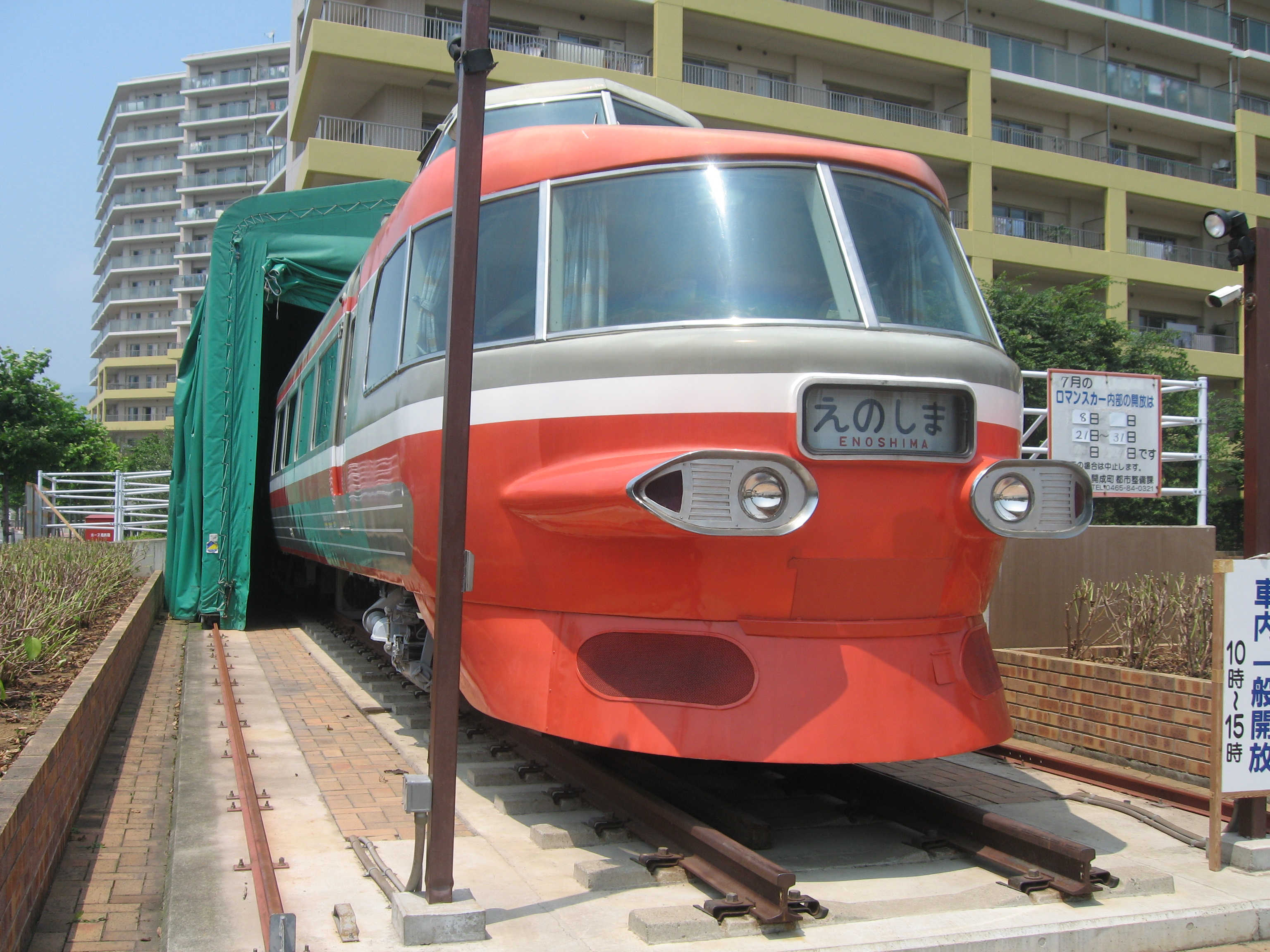
東口の開成駅前第二公園に保存されている3100形NSE車（2007年7月28日）

開業当時、駅周辺には空地が目立っていたが、2000年代に入り、小田急電鉄主導でマンションや商業施設が建ち始めた。
東口にある開成駅前第二公園には、2001年より3100形NSE車先頭車（3181号車）が静態保存されており、「ロンちゃん」の愛称が付けられている。毎月第2・第4日曜には車内が公開される（夏季は臨時公開日あり）。
開成町役場までは大きく離れており、西口より徒歩約30分であるが、西口・東口より無料コミュニティバスの他、新松田駅より路線バスが運行されている。
- 開成駅前公園
- マックスバリュ 開成駅前店
- 開成町立開成南小学校
- 松田警察署開成駅前連絡所
- 開成駅前郵便局
- 足柄大橋・足柄紫水大橋
- 富士フイルム・富士フイルムビジネスイノベーション研究所・開発センター：無料送迎バスあり。
- ロピア 開成店

| 1977年頃の当駅建設予定地上空写真。国土交通省 国土地理院 地図・空中写真閲覧サービスの空中写真を基に作成 |  | 1983年頃の建設中の当駅上空写真。駅東側で区画整理が進められている。国土交通省 国土地理院 地図・空中写真閲覧サービスの空中写真を基に作成 |  | 1988年頃の当駅上空写真。開設より4年経過しているが、駅周辺の開発は進んでいない。 国土交通省 国土地理院 地図・空中写真閲覧サービスの空中写真を基に作成 |
| 1977年頃の当駅建設予定地上空写真。国土交通省 国土地理院 地図・空中写真閲覧サービスの空中写真を基に作成 |  | 1983年頃の建設中の当駅上空写真。駅東側で区画整理が進められている。国土交通省 国土地理院 地図・空中写真閲覧サービスの空中写真を基に作成 |  | 1988年頃の当駅上空写真。開設より4年経過しているが、駅周辺の開発は進んでいない。 国土交通省 国土地理院 地図・空中写真閲覧サービスの空中写真を基に作成 |

### バス路線
西口駅前広場より発着している。2009年1月7日までは三竹まで、2011年（平成23年）12月28日までは新松田駅まで、2012年（平成24年）1月31日までは成田空港までの路線バスもあったが、いずれも廃止されている。
- 関本（大雄山駅） - 和田河原駅 - 開成駅（箱根登山バス）※土休日は朝1本のみ
- 瀬戸屋敷 - 開成町役場 - 開成駅西口 - 開成町福祉会館（開成町福祉コミュニティバス南北線）※年末年始を除く平日のみ
- 開成駅西口 - 開成町福祉会館 - 開成町役場 - ぷらっと・かいせい(開成駅東口)（開成町福祉コミュニティバス巡回線）※年末年始を除く平日のみ

この他、イベント時に富士スピードウェイ行バスが富士急湘南バスにより運行される。富士急湘南バスの当駅乗入はこの臨時バスのみであるが、富士急単独のバスポールも設置されている。

## 隣の駅
小田急電鉄
 小田原線

■快速急行・■急行
新松田駅 (OH 41) - 開成駅 (OH 42) - 小田原駅 (OH 47)
■各駅停車
新松田駅 (OH 41) - 開成駅 (OH 42) - 栢山駅 (OH 43)
※なお、開成あじさい祭りなどのイベント時、特急ロマンスカーが当駅に臨時停車する場合がある。